# Универзитет у Тирани
Универзитет у Тирани (алб. Universiteti i Tiranës) је државни универзитет у Тирани. Основан је 1957. године под називом Државни универзитет у Тирани, када је спојено пет постојећих института високог образовања. Након смрти Енвера Хоџе током 1985. године, име је промењено у Универзитет Енвер Хоџа, које је важило до 1992.
Примарни језик наставе је албански, али постоји велики број факултета страних језика који се изводе на енглеском, француском, грчком, италијанском, шпанском, немачком, кинеском и другим језицима.

## Историјат
Највећи је и најбоље рангирани универзитет у Албанији. Настава се углавном одвија у Тирани, док се мањи кампуси налазе и у другим албанским градовима, попут Саранде на југу земље и Кукеша на северу. У потпуности је усклађен с Болоњским процесом.
Тренутни кампус је урбан и децентрализован. Планиран је нови велики и централизовани кампус на југоисточној периферији Тиране. Студентски домови су груписани на посебном месту под називом Студентски град (алб. Qyteti Studenti) у југоисточној Тирани.

## Организација
Универзитет у Тирани се састоји шест факултета и једног департмана:
- Факултет друштвених наука
- Факултет природних наука
- Историјско-филолошки факултет
- Правни факултет
- Факултет економских наука
- Факултет за стране језике
- Департман за физичко васпитање

## Значајни алумнисти
- Сали Бериша (1944), политичар
- Исмаил Кадаре (1936—2024), књижевник
- Хелена Кадаре (1943), књижевница
- Ардијан Кљоси (1957—2012), књижевник
- Илир Мета (1969), политичар
- Фатос Нано (1952), политичар
- Неџмије Хоџа (1921—2020), политичарка